# Евангелическая пресвитерианская церковь Кот-д’Ивуара
Евангелическая пресвитерианская церковь Кот-д'Ивуара (фр. Église Évangélique Presbytérienne de Côte d'Ivoire) — христианская деноминация в Африке.

## История
В начале 1980-х годов прихожанами церкви были корейские дипломаты и бизнесмены, проживавшие в Кот-д'Ивуаре. В 1986 году пастор Ин Чул Ким основал первую корейскую церковь в Абиджане. В 1990 году его сменил пастор Санг Хо Квак. 6 января 1994 года в Корейской пресвитерианской общине состоялось собрание для определения устава и уставных актов. Церковь начала распространяться на все регионы страны благодаря работе служителей коренных народов: Яо Касси Пол в Абобо, Кофи в Буаке, Метче Самуэль в Дабу, Куаку Нака в Кокоди Ривьера-Палмерай иХайба в Бингервилле.  

## Структура
В стране у церкви 26 приходов и 133 домашних братства. Церкви есть в Абиджане, Аньяме, Абобо, Абенгуру, Абуассо, Бингервилле, Дабу, Дуэкуэ, Диво, Данане, Иссии, Н'Дуси, Сассандре, Сан-Педро, Йопугоне и Яобу. Церковь возглавляет Петр Пик с 1994 года. Штаб-квартира церкви была расположена в Абиджане, Кокоди 2 Плато до перемещения в Согаль в 2021 году. 

## Общественная деятельность
Церковь занимается борьбой с распространением ВИЧ/СПИД, благотворительной деятельностью в Кот-д'Ивуаре и свидетельствованием в Нигере, Буркина-Фасо и соседних странах.

## Межцерковные связи
Церковь является членом Всемирного реформатского братства.

## Внешние ссылки
- Официальный веб-сайт